# Finnskogen

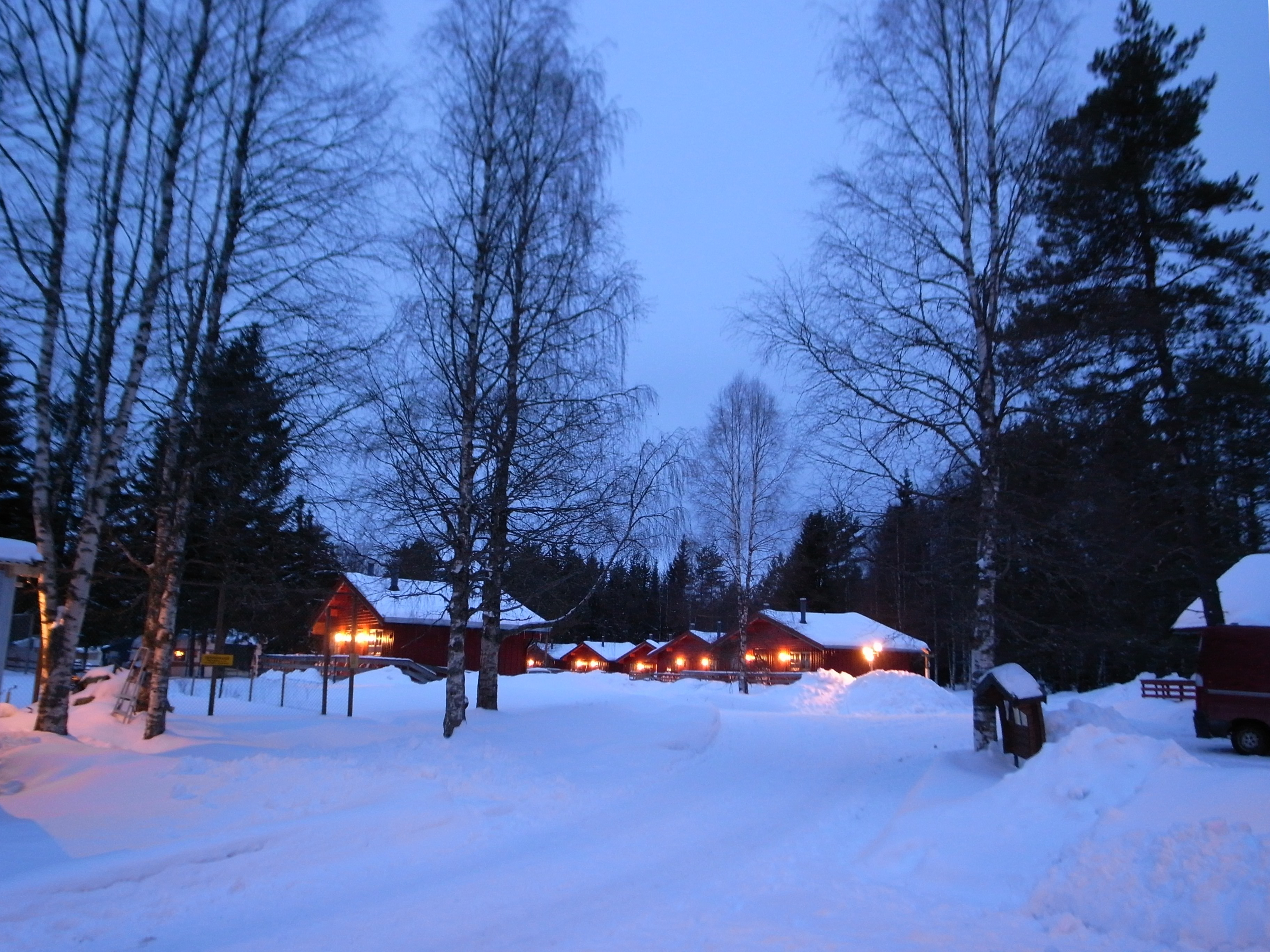
Finnskogen Turist & Villmarksenter

Finnskogen, auch Finnskogene, (finnisch: Suomalaismetsät) ist ein großes zusammenhängendes Waldgebiet im Grenzgebiet zwischen den Provinzen Innlandet in Norwegen und Värmland in Schweden.

## Geographie
Geographisch kann der Finnskogen durch den Fluss Glomma im Westen (Norwegen) und den Klarälven im Osten (Schweden) sowie durch die Kommune Eidskog im Süden und den Riksvei 25 im Norden eingegrenzt werden und umfasst die Kommunen Kongsvinger, Grue, Åsnes und Våler in Norwegen, sowie Torsby in Schweden. Die Landschaft ist hügelig, dünn besiedelt und wird von dichten Kiefernwäldern und kleinen Seen geprägt. Typisch für den Finnskogen sind die durch Brandrodung entstandenen kleinen Höfe auf Lichtungen im Wald.
Der 240 km lange Fernwanderweg Finnskogleden durchzieht das Gebiet auf beiden Seiten der Grenze.

## Geschichte
Der Name Finnskogen bedeutet Finnenwald und entstand im 17. Jahrhundert, als die Gegend von finnischen Auswanderern besiedelt wurde. Diese Auswanderer werden Waldfinnen (Skogfinner) genannt und sind heute eine anerkannte Minderheit in Norwegen.

## Kultur
Seit den 1970er Jahren erlebt die Kultur der Waldfinnen eine Wiederbelebung. Als kulturelles Zentrum der Waldfinnischen Kultur gilt der Ort Svullrya in der Kommune Grue. Hier befindet sich auch das Norsk Skogfinsk Museum. Seit 1970 werden in Svullrya jährlich im Juli die Finnskogdagene arrangiert, deren Thema die Weiterführung und Vermittlung finnischer Traditionen ist. Das finnische Botschafterpaar ist Ehrengast der Veranstaltung. Höhepunkt der Finnskogdagene ist das Ausrufen der Republik Finnskogen mit eigener Flagge und Regierung.

## Persönlichkeiten
- Carl Axel Gottlund (1796–1875), Philologe, Schriftsteller, "Apostel des Finnskogens"
- Åsta Holth (1904–1999), Schriftstellerin und langjährige Präsidentin der Republik Finnskogen